# Щ-306
«Щ-306» — советская дизель-электрическая торпедная подводная лодка времён Второй мировой войны, принадлежит к серии V-бис 2 проекта Щ — «Щука». При постройке лодка получила имя «Пикша».

## История службы
Заложена 6 ноября 1933 года на Балтийском заводе в Ленинграде. Спущена на воду 1 августа 1934 года. 4 августа 1935 года «Щ-306» вступила в строй и 17 августа вошла в состав Краснознамённого Балтийского флота.
Совершила 2 боевых похода:
25.06.1941 — 07.07.1941
20.10.1942 — из похода не вернулась.
Произвела от 2 до 5 торпедных атак. Подтверждённых побед не имела.
Скорее всего, подводная лодка погибла, подорвавшись на мине в районе Наргенской минной позиции 12-16 ноября 1942 года.
Вечером 12 ноября 1942 года находившийся в устье Финского залива минный заградитель «Руотсинсалми» был четыре раза атакован торпедами. По сведениям Е. В. Чирва эти атаки могла произвести только «Щ-306», которая возвращалась из боевого похода.

## Обнаружение
Обнаружена в октябре 2015 года совместной международной экспедицией финских и российских команд дайверов «Поклон кораблям Великой Победы», и «Divers of the Dark». Субмарина лежит на глубине более 75 метров. Взрыв мины произошёл под левым бортом проделав в корпусе пробоину размером 0,5 Х 2 метра. Осмотр показал, что торпеды в носовой части корабля отсутствуют, подлодка расстреляла весь свой боезапас.